# Eingabemethode
Die Eingabemethode ist eine Methode zum Eingeben von Zeichen in einen Computer auch dann, wenn das Zeichen auf der Tastatur nicht vorhanden ist. Dies kommt vor, wenn es viel mehr Zeichen als Tasten gibt (wie etwa im Chinesischen oder Japanischen) oder wenn das Zeichen aus einer fremden Sprache ist, wie etwa kyrillische Buchstaben oder deutsche Umlaute bei englischer Tastaturbelegung.
Eingabemethoden werden häufig als „Eingeben von Sonderzeichen“ beschrieben (auf Webseiten mit dem Titel „Sonderzeichen“), häufig wird etwa der dänische Kleinbuchstabe ø explizit als Beispiel aufgeführt. Gerade Letzteres steht in Gegensatz zum traditionellen Verständnis (in der Typografie/Typometrie und der digitalen Datenverarbeitung) von Sonderzeichen, wonach Sonderzeichen von Buchstaben (und Ziffern) unterschieden werden (vgl. Lochkartencodierung).

## Tastenkombinationen bzw. -kürzel

### Code-Eingabe
Bei Kenntnis einer Zeichenkodierung kann man den entsprechenden Code-Wert für das zu erzeugende Zeichen durch eine Tastenkombination eingeben.
- In 7 Bit kodierte Zeichen wie in ASCII stehen im Allgemeinen alle auf den Tasten und erfordern diese Methode nicht.
- Eine 8-bit-Kodierung kann herstellerspezifisch sein, siehe Codepage (z. B. Windows-1252) – man sehe ins Handbuch oder probiere aus.
- Im 21. Jahrhundert wird vor allem Unicode unterstützt – hierzu auch Unicode#Verwendung auf Computersystemen (teils ausführlicher).

#### Alt-Taste und Ziffern am Ziffernblock
Eingabe unter Microsoft Windows sowie in der Linux-Konsole auf Computern der i386-Architektur: Alt-Taste (Alt) gedrückt halten, Code am Ziffernblock dezimal eingeben (z. B. 64), Alt-Taste loslassen (im Beispiel kommt @). Wenn man die Zahl vierstellig eingibt, wird es als Unicode-Zeichen interpretiert, bei drei oder weniger Stellen als Zeichen aus dem erweiterten ASCII. z. B. ergibt Alt + 177 ▒, aber Alt + 0177 ±.
Dies gilt zum Beispiel für Text-Editoren (NotePad, TextPad, WordPad, kate), für die DOS-Befehlszeileneingabe, zum Teil für das freie Office-Paket OpenOffice.org, die Microsoft-Office-Komponenten Excel, Access und PowerPoint, sowie bei eingeschaltetem NumLock auch für Microsoft Word.
Bei Laptops und Kleintastaturen kann der Ziffernblock, wenn er nicht vorhanden ist, mit einer Funktionstaste simuliert werden. Z.B. Fn + 7 (7), 8(8), 9(9), U(4), I(5), O(6), J(1), K(2), L(3), M(0). Außerdem ist es möglich, den Ziffernblock als USB-Gerät nachzurüsten.

#### Shift-Taste und Strg-Taste
Bei GNOME, einer grafischen Benutzeroberfläche von unixartigen Systemen: Hier Strg und Shift (die Hochstelltaste) gedrückt halten, Code hexadezimal eingeben (Beispiel: 40 für @), Strg und Shift loslassen. Ab GNOME Version 2.15 muss Strg und Shift gedrückt gehalten werden, wobei vor dem Hexadezimal-Code noch ein ‚U‘ einzugeben ist (Beispiel: u40 für @). Es funktioniert sowohl am Zahlenblock als auch am alphanumerischen Block.

#### In MS Word und LibreOffice: Alt-Taste und „C“
Nur in Microsoft Word gibt es noch eine weitere Möglichkeit.
Hier wird der Hexadezimalwert des Zeichens verwendet, und zwar in beiden Richtungen.
Nach der Eingabe dieses Wertes, z. B. 00B1 oder U+00B1 mit den Zifferntasten über den Buchstabentasten und den Tasten A bis F, wird die Einfügemarke (der Cursor) unmittelbar anschließend positioniert und Alt + C (in Dialogfeldern: Alt + X) gedrückt; die Zeichenfolge wird ersetzt, im Beispiel durch ±.
Ebenso kann die Tastenkombination Alt+C (Alt+X nicht mehr ab Word 2007) verwendet werden, um den Zeichencode (Codepoint) eines Zeichens zu erzeugen, auch falls dieses vom verwendeten Font nicht angezeigt werden kann. Die Einfügemarke muss dazu unmittelbar rechts vom Zeichen/der Zeichenfolge positioniert werden.
Mittels nochmaligem Druck auf Alt+C kann wieder der Ausgangszustand hergestellt werden, es kann also hin- und hergeschaltet werden. Zum Beispiel: 611B ↔ 愛.
Ab Version 5.1 wird diese Eingabemethode auch in LibreOffice angeboten.

### Gleichzeitiges Niederdrücken mehrerer Tasten
Schon auf der mechanischen Schreibmaschine (mit Wagenheber) waren die Buchstaben- und Ziffern-Tasten doppelt belegt, die Zweitbelegung wird durch gleichzeitiges Niederhalten einer der beiden Umschalttasten (⇧; bzw. Tab) erreicht. Bei den Buchstabentasten sind dies die Großbuchstaben, bei den Zifferntasten verschiedene Sonderzeichen, mit denen diese Tasten auch zusätzlich beschriftet sind. Computertastaturen haben dieses System übernommen. In halbwegs intuitiver Weise sind weitere Zeichen durch weitere Belegungen (auch zusätzliche Tasten) erreichbar, zu denen auf Apple-Tastaturen die Wahltaste (⌥), sonst die Alt- (Alt) und auf deutschen Tastaturen zusätzlich die Alt-Gr-Taste (Alt Gr) führen. Unter Linux ergibt beispielsweise Alt Gr+. die typografischen Auslassungspunkte (…) in Unicode, links davon Alt Gr+, den zentrierten Punkt (·, er ersetzt in manchen Zusammenhängen das Komma oder den Schrägstrich oder fungiert als Malpunkt), mit zusätzlicher ⇧-Taste das Malkreuz ×.

### Tastaturbelegung
Es kann auch sinnvoll sein, die Tastaturbelegung eigenen Bedürfnissen anzupassen.

## Grafische Eingabemethoden
Betriebssysteme bieten auch Zeichentabellen an, die man nach einem gewünschten Zeichen durchforsten kann. Hat man es gefunden, so kann man es anklicken, um es in den zu bearbeitenden Text einzufügen. Manche Editoren (Frontends für Auszeichnungssprachen, Textverarbeitung und Desktop-Publishing) bieten auch Symbolleisten mit ähnlicher Funktionalität an.

## Mit einem speziellen Eingabeprogramm (Input Method Editor, IME)

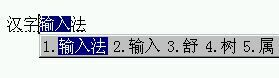
Eingabemethode für Chinesisch

Vor allem bei Texteingaben in Japanisch und Chinesisch ist es zweckmäßig, spezielle Eingabeprogramme zu benutzen, denn auf dieselbe Folge von Buchstaben etwa der Pinyin-Umschrift passen in der Regel mehrere Wörter oder Schriftzeichen. Man kann nach Eingabe der Folge von Buchstaben das gewünschte Zeichen aus einem dann erscheinenden Menü auswählen (siehe Abbildung).